# Jason Ceka
Jason Ceka (Essen, 10 novembre 1999) è un calciatore tedesco, attaccante del Magdeburgo.

## Biografia
Nato in Germania, ha origini albanesi.

## Caratteristiche tecniche
Ricopre il ruolo di ala o seconda punta.

## Carriera

### Club
Ha iniziato la sua carriera calcistica nel settore giovanile del Rot-Weiss Essen dove ha giocato dal 2005 al 2011. Successivamente è passato allo Schalke 04 dove è rimasto fino al 2021 fatta eccezione la stagione 2016-2017 trascorsa nel club di Essen. Dal 2019 al 2021 ha inoltre giocato con la seconda squadra del club di Gelsenkirchen, realizzando 11 gol in 42 partite di Regionalliga.
Il 6 giugno 2021 è stato acquistato a titolo definitivo dal Magdeburgo. Ha debuttato con la nuova maglia il 24 luglio nell'incontro di 3. Liga vinto 2-0 contro il Waldhof Mannheim ed il 4 ottobre ha segnato il suo primo gol nel successo per 4-0 sul Türkgücü. Nel corso della stagione ha contribuito con 11 reti e 7 assist alla promozione del club in 2. Bundesliga.

### Nazionale
Nel 2017 ha giocato un incontro con la nazionale tedesca Under-18.

## Statistiche

### Presenze e reti nei club
Statistiche aggiornate al 17 marzo 2024.
| Stagione        | Squadra         | Campionato      | Campionato | Campionato | Coppe nazionali | Coppe nazionali | Coppe nazionali | Coppe continentali | Coppe continentali | Coppe continentali | Altre coppe | Altre coppe | Altre coppe | Totale | Totale | Totale |
| Stagione        | Squadra         | Comp            | Pres       | Reti       | Comp            | Pres            | Reti            | Comp               | Pres               | Reti               | Comp        | Pres        | Reti        | Pres   | Reti   |        |
| --------------- | --------------- | --------------- | ---------- | ---------- | --------------- | --------------- | --------------- | ------------------ | ------------------ | ------------------ | ----------- | ----------- | ----------- | ------ | ------ | ------ |
| 2019-2020       | Schalke 04 II   | RL              | 17         | 0          |                 | -               | -               |                    | -                  | -                  |             | -           | -           | 17     | 0      |        |
| 2020-2021       | Schalke 04 II   | RL              | 25         | 11         |                 | -               | -               |                    | -                  | -                  |             | -           | -           | 25     | 11     |        |
| 2021-2022       | Magdeburgo      | 3L              | 36         | 11         | CG              | 1               | 0               |                    | -                  | -                  |             | -           | -           | 37     | 11     |        |
| 2022-2023       | Magdeburgo      | 2L              | 29         | 5          | CG              | 1               | 0               |                    | -                  | -                  |             | -           | -           | 30     | 5      |        |
| 2023-2024       | Magdeburgo      | 2L              | 17         | 1          | CG              | 2               | 0               |                    | -                  | -                  |             | -           | -           | 19     | 1      |        |
| Totale carriera | Totale carriera | Totale carriera | 124        | 28         |                 | 4               | 0               |                    | -                  | -                  |             | -           | -           | 128    | 28     |        |

## Palmarès

### Club

#### Competizioni nazionali
- 3. Liga: 1

Magdeburgo: 2021-2022